# جام سیر توماس لیپتون
جام سیر توماس لیپتون یک تورنمنت فوتبال بود که دو بار در تورین، ایتالیا در سال‌های ۱۹۰۹ و ۱۹۱۱ برگزار شد.
این مسابقه توسط مسابقات بین‌المللی مطبوعات ورزشی که در سال ۱۹۰۹ در تورین میزبانی شد، و مسابقات قهرمانی فوتبال جهان، که بین سالهای ۱۸۸۷ تا ۱۹۰۲ برگزار شد، به وجود آمد. تیم لیپتون با همکاری خانواده سلطنتی ایتالیا، می‌خواست یک مسابقه را جلوتر بگذارد و یک تورنمنت کامل‌تر بسازد. درحالی که در جام جهانی فوتبال واقعی تیم‌های بین‌المللی از سرتاسر جهان حضور دارند، جام لیپتون، یک دعوت‌نامه، تنها چند تیم باشگاهی از اروپا را به نمایش می‌گذارد.

## بررسی
ایتالیا، آلمان و سوئیس معتبرترین تیم‌های باشگاهی خود را به این رقابت‌ها فرستادند، اما اتحادیه فوتبال انگلیس از ارتباط با آن امتناع ورزید و پیشنهاد اعزام تیم را رد کرد. توماس لیپتون که نمی‌خواست انگلیس در این رقابت‌ها حضور نداشته باشد، از وست آوکلند، تیمی آماتور از شهرستان دورام و عمدتاً از معدن‌کاران زغال‌سنگ، دعوت کرد تا در آن شرکت کند. دلیل انتخاب این تیم مشخص نیست. برخی از سنت‌های شفاهی در وست آوکلند این بود که اتحادیه فوتبال انگلیس قصد داشت وولویچ آرسنال را بفرستد اما وست آوکلند به جای آن دعوت شد زیرا حروف اول یکسانی داشتند.
وست آوکلند قهرمان مسابقات شد و در سال ۱۹۱۱ به ایتالیا بازگشت تا از عنوان خود دفاع کند. در رقابت دوم، وست آوکلند در فینال تیم آماتور یوونتوس را با نتیجه ۶–۱ شکست داد و جام را به‌طور کامل دریافت کرد. توسعه فوتبال در قاره‌های دیگر مانند آسیا، آفریقا و آمریکا خیلی پیشرفته نبود و اروپا جایی بود که فوتبال اصلی در آن اتفاق می‌افتاد.
در ژانویه ۱۹۹۴، جام اصلی، که در باشگاه مردان کارگر وست آوکلند برگزار می‌شد، به سرقت رفت. یک کپی دقیق از جایزه اصلی سفارش داده شد و اکنون توسط وست آوکلند نگهداری می‌شود.

## ۱۹۰۹

### شرکت کنندگان

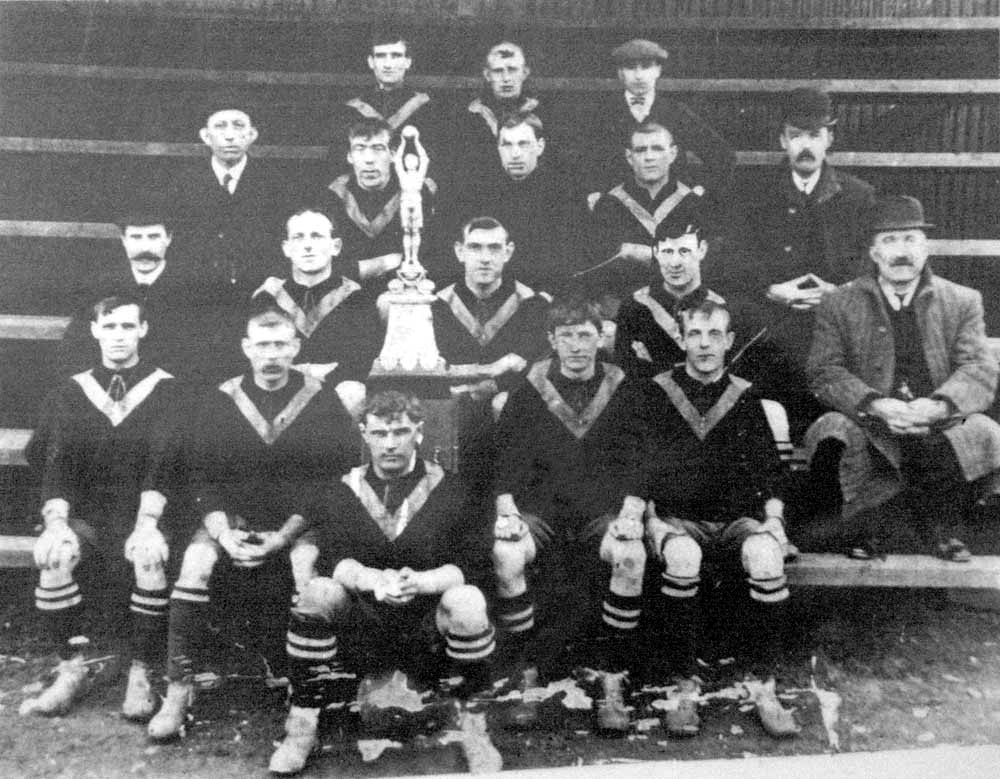
وست آوکلند، قهرمان جام سیر توماس لیپتون همراه با خود توماس لیپتون

| تیم‌ها                    |
| ------------------------ |
| تورینو XI                |
| اشتوتگارتر اسپورتفرئونده |
| وست آوکلند               |
| وینترتور                 |

### نتایج

#### نیمه‌نهایی
| اشتوتگارتر اسپورتفرئونده | ۰–۲ | وست آوکلند                           |
| ------------------------ | --- | ------------------------------------ |
|                          |     | ویتینگتون ۱۰' · دیکنسون ۸۸' (پنالتی) |

| تورینو XI | ۱–۲ | وینترتور               |
| --------- | --- | ---------------------- |
| برادو ۱۳' |     | لانگ ۲۵'، ۵۵' (پنالتی) |

#### رده‌بندی
| تورینو XI               | ۲–۱ | اشتوتگارتر اسپورتفرئونده |
| ----------------------- | --- | ------------------------ |
| دبرناردی ۳۵' · زوفی ۷۵' |     | کیپ ۱۵'                  |

#### فینال
| وست آوکلند                         | ۲–۰ | وینترتور |
| ---------------------------------- | --- | -------- |
| آر. جونز ۶' (پنالتی) · جی. جونز ۸' |     |          |

## ۱۹۱۱

### شرکت کنندگان
| تیم‌ها      |
| ---------- |
| وست آوکلند |
| یوونتوس    |
| تورینو     |
| زوریخ      |

### نتایج

#### نیمه نهایی
| تورینو | ۰–۲ | وست آوکلند |
| ------ | --- | ---------- |
|        |     |            |

| یوونتوس | ۲–۱ | زوریخ |
| ------- | --- | ----- |
|         |     |       |

#### رده‌بندی
| تورینو | ۲–۱ | زوریخ |
| ------ | --- | ----- |
|        |     |       |

#### فینال
| یوونتوس | ۱–۶    | وست آوکلند                  |
| ------- | ------ | --------------------------- |
|         | Report | موور · دون · آپلبی · ریکاسل |

| یوونتوس | وست آوکلند |

## در فرهنگ عامه
تبلیغات متحرک دبی با راب کیلبرن، سازنده ویدئو در روایتی از داستان، فنجان چای ما کار کرده‌است.
تلویزیون تین تیز در سال ۱۹۸۲ یک داستان دراماتیزه با نام جام جهانی: روایت یک کاپیتان را تولید کرد.